# 日下部伊三治

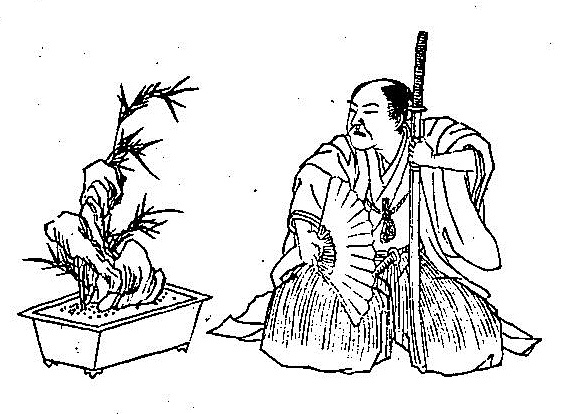
日下部伊三次（『高名像伝 : 近世遺勲. 天』）

日下部 伊三治（くさかべ いそうじ、伊三次とも、文化11年（1814年） - 安政5年12月17日（1859年1月20日））は、江戸時代末期（幕末）の水戸藩、薩摩藩士。海江田訥斎連の子、母は樫村昔行の娘。諱は信政、後に翼。九皐、実稼と号。深谷佐吉、宮崎復太郎の変名を用いた。通称は伊三次。なお、家名の「日下部」は海江田氏の本姓は日下部氏であることから。

## 生涯
文化11年（1814年）、元薩摩藩士・海江田訥斎連の子として誕生。出生当時、父は脱藩して水戸藩にいたので常陸国多賀郡で生まれる。
はじめ水戸藩主・徳川斉昭に仕える。天保10年（1839年）、父の跡を継いで太田学館益習館の幹事を務めた。弘化元年（1845年）、江戸幕府より斉昭が謹慎を受けた際にはその赦免運動に尽力している。嘉永６年(1853年)、長崎に来航したロシア使節プチャーチンと交渉するため派遣された川路聖謨の随員として長崎に赴く。
安政2年（1855年）、島津斉彬に目をかけられて薩摩藩に復帰し、江戸の藩邸に入る。安政5年（1858年）、将軍継嗣問題や条約勅許問題が起こると京都に赴き、水戸・薩摩両藩に繋がりを持つ事から攘夷派の志士の中心として京都で活動。水戸藩士・鵜飼吉左衛門らと公家の三条実万に接触し、同年に水戸藩へ密勅が下ると、実万よりその写しを受け取り、木曽路を通って江戸の水戸藩邸へ届けた（戊午の密勅）。しかしこのことが幕府による安政の大獄を誘発し、子の裕之進とともに捕縛される。江戸の伝馬町の獄に拘留され、凄惨な拷問を受けた末、安政5年（1859年）に獄中で病死した。享年46。墓所は青山霊園。家督は、薩摩藩士・有村俊斎が伊三治の次女・まつと結婚し婿養子となって海江田信義と改名して継承した。
明治24年（1891年）に贈正四位。
昭和9年(1934年)、常陸太田市立太田小学校敷地となっていた益習館跡地に、『日下部先生父子事蹟顕彰の碑』が建立された。同碑の題字は東郷平八郎が、碑文を徳富蘇峰が揮毫している。なお、東郷平八郎夫人のテツ(旧名・海江田てつ子)は、海江田信義の長女で、伊三治の孫に当たる。